# Back to You (chanson)
Pour les articles homonymes, voir Back to You.
Singles par Louis Tomlinson
Just Hold On
(2016) Miss you
(2017)
Singles par Bebe Rexha
The Way I Are (Dance with Somebody)
(2017) Meant to Be
(2017)
Back to You est une chanson du chanteur anglais Louis Tomlinson en duo avec la chanteuse américaine Bebe Rexha, sortie le 21 juillet 2017 sous le label de Syco Music et Epic Records et apparaît sur l'album Walls.

## Composition
Back to you comprend des rythmes en mi-tempo et des accords de piano. 

## Clip
Le clip est filmé dans la ville natale de Louis Tomlinson à Doncaster. Les deux chanteurs apparaissent également dans le stade Keepmoat Stadium de Doncaster.

## Certifications
| Pays             | Certification | Ventes    | Références |
| ---------------- | ------------- | --------- | ---------- |
| Australie        | 3 × Platine   | 210 000   | [ 4 ]      |
| Belgique         | Or            | 15 000    | [ 5 ]      |
| Canada           | Platine       | 80 000    | [ 6 ]      |
| États-Unis       | Platine       | 1 000 000 | [ 7 ]      |
| Italie           | Or            | 25 000    | [ 8 ]      |
| Mexique          | Or            | 90 000    | [ 9 ]      |
| Norvège          | Platine       | 60 000    | [ 10 ]     |
| Nouvelle-Zélande | Or            | 15 000    | [ 11 ]     |
| Pologne          | Or            | 10 000    | [ 12 ]     |
| Royaume-Uni      | Platine       | 600 000   | [ 13 ]     |
| Suède            | Or            | 20 000    | [ 14 ]     |